# گرنویل (پنسیلوانیا)
گرنویل (به انگلیسی: Granville) یک منطقهٔ مسکونی در ایالات متحده آمریکا است که در شهرستان میفلن، پنسیلوانیا واقع شده‌است. گرنویل ۴۴۰ نفر جمعیت دارد.